# لیگ ملی فوتبال جمهوری چک
لیگ ملی فوتبال جمهوری چک (به چکی: Fotbalová národní liga) یا به اختصار FNL، پس از لیگ دسته اول فوتبال جمهوری چک، معتبرترین لیگ فوتبال در کشور جمهوری چک است که از سال ۱۹۹۳ تاکنون برگزار می‌شود. این لیگ با ۱۶ تیم که از سراسر کشور جمهوری چک در آن شرکت می‌کنند، برگزار می‌شود.

## ساختار
۱۶ تیم در FNL به رقابت با یکدیگر می‌پردازند. مسابقات از اوت سال جاری آغاز شده و در انتهای مه یا ابتدای ژوئن سال بعد به پایان می‌رسد. تیم‌ها مابین نوامبر تا فوریه یا مارس، به تعطیلات زمستانی می‌روند. هر تیم دو بار (یک بار در خانه، یک بار در خارج از خانه) با سایر تیم‌ها بازی می‌کند. تیم‌ها به ترتیب براساس کل امتیازات بدست آمده، سپس اختلاف گل و پس از آن گل‌های زده شده، رتبه‌بندی می‌شوند. در پایان فصل دو تیم نخست، به شرط کسب مجوزهای لازم و برآورده کردن شرایط لیگ، به لیگ برتر صعود می‌کنند. دو تیم انتهای جدول نیز براساس معیارهای جغرافیایی به لیگ‌های منطقه‌ای ČFL یا MSFL سقوط می‌کنند. بر همین اساس، قهرمانان هر یک از این لیگ‌های منطقه‌ای به FNL صعود می‌کنند.
در فصل ۹۴–۱۹۹۳ لیگ با ۱۶ تیم برگزار شد. سپس در فصل ۹۵–۱۹۹۴ به ۱۸ تیم افزایش یافت. اما از سال ۱۹۹۵ تا کنون مجدداً با ۱۶ تیم برگزار می‌شود.

## قهرمانان FNL
| فصل       | قهرمان                     | نائب قهرمان                 |
| --------- | -------------------------- | --------------------------- |
| ۹۴–۱۹۹۳   | باومیت یابلونتس            | FK Švarc Benešov            |
| ۹۵–۱۹۹۴   | Uherské Hradiště           | Ostroj Opava                |
| ۹۶–۱۹۹۵   | FC Karviná                 | تپلیس                       |
| ۹۷–۱۹۹۶   | FC Dukla Prague            | AFK Atlantic Lázně Bohdaneč |
| ۹۸–۱۹۹۷   | بلشانی                     | FC Karviná                  |
| ۹۹–۱۹۹۸   | بوهمیانس ۱۹۰۵              | SK České Budějovice         |
| ۲۰۰۰–۱۹۹۹ | Synot Staré Město          | ویکتوریا پلزن               |
| ۰۱–۲۰۰۰   | هرادتس کرالووه             | SFC Opava                   |
| ۰۲–۲۰۰۱   | SK Dynamo České Budějovice | فاستاو زلین                 |
| ۰۳–۲۰۰۲   | ویکتوریا پلزن              | SFC Opava                   |
| ۰۴–۲۰۰۳   | ملادا بولسلاف              | FK Drnovice                 |
| ۰۵–۲۰۰۴   | FK SIAD Most               | FC Vysočina Jihlava         |
| ۰۶–۲۰۰۵   | SK Kladno                  | SK Dynamo České Budějovice  |
| ۰۷–۲۰۰۶   | ویکتوریا ژیژکوف            | بوهمیانس ۱۹۰۵               |
| ۰۸–۲۰۰۷   | Bohemians Prague           | FK Marila Příbram           |
| ۰۹–۲۰۰۸   | بوهمیانس ۱۹۰۵              | FC Zenit Čáslav             |
| ۱۰–۲۰۰۹   | هرادتس کرالووه             | FK Ústí nad Labem           |
| ۱۱–۲۰۱۰   | دوکلا پراگ                 | ویکتوریا ژیژکوف             |
| ۱۲–۲۰۱۱   | FK Ústí nad Labem          | FC Vysočina Jihlava         |
| ۱۳–۲۰۱۲   | 1. SC Znojmo               | بوهمیانس ۱۹۰۵               |
| ۱۴–۲۰۱۳   | SK Dynamo České Budějovice | هرادتس کرالووه              |
| ۱۵–۲۰۱۴   | سیگما اولوموتس             | FK Varnsdorf                |
| ۱۶–۲۰۱۵   | MFK Karviná                | هرادتس کرالووه              |
| ۱۷–۲۰۱۶   | سیگما اولوموتس             | بانیک استراوا               |
| ۱۸–۲۰۱۷   | SFC Opava                  | 1.FK Příbram                |
| ۱۹–۲۰۱۸   | SK Dynamo České Budějovice | FC Vysočina Jihlava         |